# Laura Schicchi

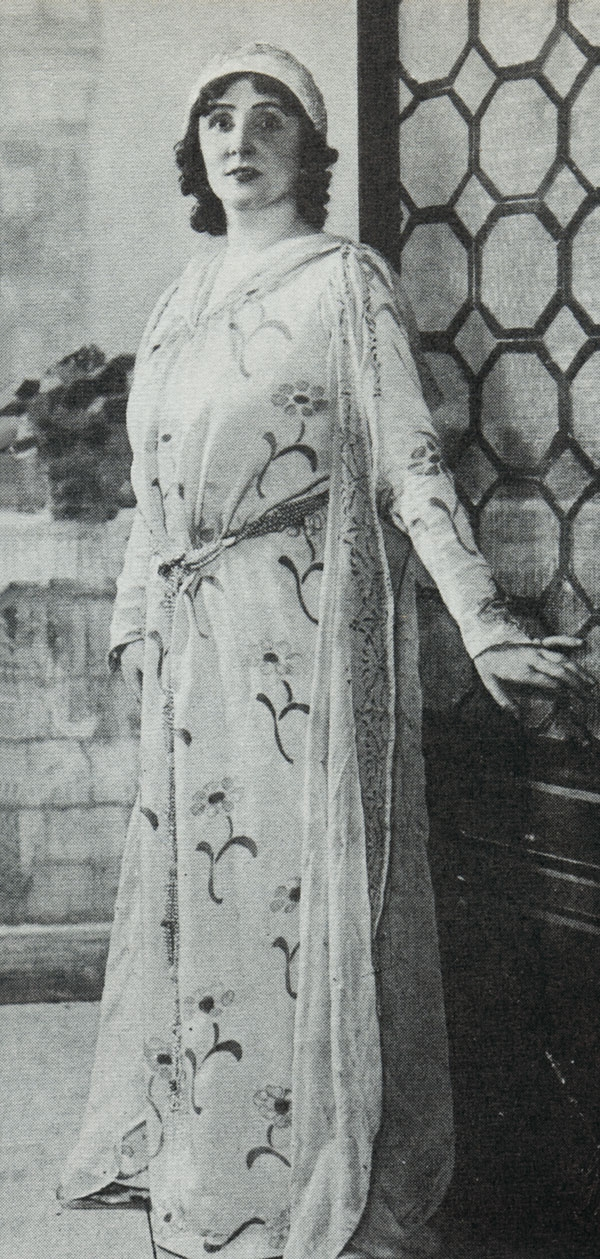
Florence Easton, pierwsza Lauretta, prapremiera, MET 14. XII 1918

Laura Schicchi, zwana zdrobniale Laurettą, córka Gianniego Schicchiego, osiadłego we Florencji włoskiego parweniusza z przełomu XIII i XIV wieku, narzeczona Rinuccia (Rino) z rodziny Donatich, urodzona pod koniec 1277, bądź w 1278 roku, fikcyjna bohaterka Tryptyku Giacoma Pucciniego.
Lauretta to młoda, dwudziestojednoletnia kobieta, bynajmniej jednak nie jest ona panną całkowicie naiwną. Zakochana w członku szanowanej toskańskiej rodziny, próbuje wywrzeć wpływ na swojego ojca Gianniego, by ten dopomógł Donatim. Znany ze swojego wrodzonego sprytu, ma on coś zaradzić w sprawie zmiany testamentu wuja jej wybranka Rinuccia. Zmarły Buoso Donati cały swój ogromny majątek zapisał bowiem mnichom. Tak też się dzieje. Gianni Schicchi, mimo iż odprawia Laurettę z izby, w której rozegra się cały dramat, motorem swojego działania uczyni zabezpieczenie finansowe przyszłości swojej córki oraz ułatwienie jej zamążpójścia i awansu społecznego. Wreszcie na koniec opery Lauretta zostaje sam na sam ze swoim ukochanym.  
Postać Lauretty jest dziś szerzej znana dzięki arii O mio babbino caro należącej do podstawowego repertuaru sopranowego.
Pierwszą śpiewaczką wykonującą rolę Lauretty była Florence Easton, która wystąpiła w tej roli w Metropolitan Opera w Nowym Jorku podczas premiery 14 grudnia 1918.